# Cryptolestes schwarzi
Cryptolestes schwarzi là một loài bọ cánh cứng trong họ Laemophloeidae. Loài này được Casey miêu tả khoa học năm 1884.